# Da'i
Da'i (wł. Dāˤī al-Mutlaq, arab. الداعي المطلق) – w ismailizmie mustalickim osoba kierująca wspólnotą jako zastępca ukrytego imama. Współczesne gałęzie bohrów różnią się głównie liniami sukcesji (najczęściej są to linie rodowe) da'iów. Da'iowie nie mają tak silnej pozycji we wspólnocie jak imamowie w konkurencyjnych gałęziach ismailizmu.